# Episodi di Miss Marple (serie televisiva 2004) (quarta stagione)
La quarta stagione della serie televisiva Miss Marple è stata trasmessa in prima visione dall'8 novembre 2008 al 4 aprile 2009.
In Italia la stagione è stata trasmessa su DIVA Universal dal 21 dicembre 2009 all'11 gennaio 2010.
Da questa stagione Geraldine McEwan è stata sostituita da Julia McKenzie nel ruolo della protagonista Jane Marple.
| nº | Titolo originale           | Titolo italiano                     | Prima TV USA     | Prima TV Italia  |
| -- | -------------------------- | ----------------------------------- | ---------------- | ---------------- |
| 1  | A Pocket Full of Rye       | Polvere negli occhi                 | 8 novembre 2008  | 28 dicembre 2009 |
| 2  | Murder Is Easy             | È troppo facile                     | 15 novembre 2008 | 21 dicembre 2009 |
| 3  | They Do It with Mirrors    | Giochi di prestigio                 | 4 aprile 2009    | 11 gennaio 2010  |
| 4  | Why Didn't They Ask Evans? | Perché non l'hanno chiesto a Evans? | 2 marzo 2009     | 4 gennaio 2010   |